# José María de Llanos
José María de Llanos Pastor, más conocido como el padre Llanos (Madrid, 26 de abril de 1906-Alcalá de Henares, 10 de febrero de 1992) fue un jesuita español, el más conocido de los llamados «curas obreros» en España.

## Biografía
Tras licenciarse en Química en 1927, entró en el noviciado jesuita. Su juventud está marcada por la Guerra Civil de 1936-1939: al estallar tuvo que proseguir sus estudios en Bélgica. Allí organizó un grupo de novicios jesuitas, llamado Nosotros y que, en palabras del propio José María, entregado a lecturas de Heidegger, servía para «vivir abismos». El grupo, en el que también estuvo el futuro teólogo José María Díez-Alegría, acabó siendo disuelto por sus superiores. Más tarde, en Portugal, se enteró de la muerte de dos de sus hermanos en el conflicto, víctimas de la represión republicana. Ya de vuelta en España, tras la guerra, es ordenado en Granada, donde oficia su primera misa ayudado por su padre, quien viste su uniforme de general de infantería durante la celebración.
Durante la posguerra, se involucró en el movimiento nacional-católico. Sus convicciones se vieron exaltadas por la reciente contienda, causa del exilio y de la muerte de dos de sus hermanos, uno de los cuales apareció con el crucifijo en la boca. Intentó alistarse en la División Azul y, en 1943, dirigió unos ejercicios espirituales a Franco. Entre 1942 y 1948 participó en la dirección de un grupo de jóvenes católicos, los luises de Madrid, que simultaneaban ejercicios piadosos con actividades caritativas, intelectuales y distintos entretenimientos.
En 1950, el padre Llanos organizó el primer campo de trabajo de alfabetización del Servicio Universitario del Trabajo (SUT) en el pueblo minero de Rodalquilar (Almería). Estos campos de trabajo, que se organizaron hasta 1968 por toda la geografía española, tenían el objetivo de alfabetizar a las capas más bajas de la población rural y obrera. Por los campos de trabajo pasarían futuras personalidades como Manuela Carmena, Miguel Ángel Fernández Ordóñez, Xabier Arzalluz, Manuel Vázquez Montalbán, Javier Pradera, Javier Tusell o Jaime Peñafiel.
En 1955 sufre una crisis existencial y decide afincarse en el Pozo del Tío Raimundo, perteneciente al distrito de Puente de Vallecas, una zona marginal surgida al calor de las olas migratorias desde las poblaciones rurales. Ante la miseria generalizada y las injusticias cotidianas que asolaban El Pozo, evolucionó hacia posiciones izquierdistas, pasando a militar en el sindicato Comisiones Obreras y en el Partido Comunista de España, dentro de la oposición clandestina al franquismo, a pesar de lo cual no abandonó el sacerdocio.
Partidario de una Iglesia popular y cercana al pueblo, dirigió o tomó parte en numerosas acciones e iniciativas políticas para favorecer al barrio y apoyar la vuelta de la democracia a España.
La Asociación de Vecinos del Pozo del Tío Raimundo, con motivo de su 85 cumpleaños, le entregó una placa que decía: 

José María de Llanos vino al Pozo camino de Dios, tropezó con el hombre y de su mano llegará a Él.

En 2024 se estrenó el documental sobre su figura Un hombre sin miedo, dirigido por Juan Luis de No.